# Comuna Hraboveț, raionul Ternopil, regiunea Ternopil
Hraboveț (în ucraineană Грабовець) este o comună în raionul Ternopil, regiunea Ternopil, Ucraina, formată din satele Biloskirka și Hraboveț (reședința).

## Demografie
Componența lingvistică a comunei Hraboveț
     Ucraineană (99,84%)
     Alte limbi (0,16%)
Conform recensământului din 2001, majoritatea populației comunei Hraboveț era vorbitoare de ucraineană (99,84%), existând în minoritate și vorbitori de alte limbi.